# Tresivio

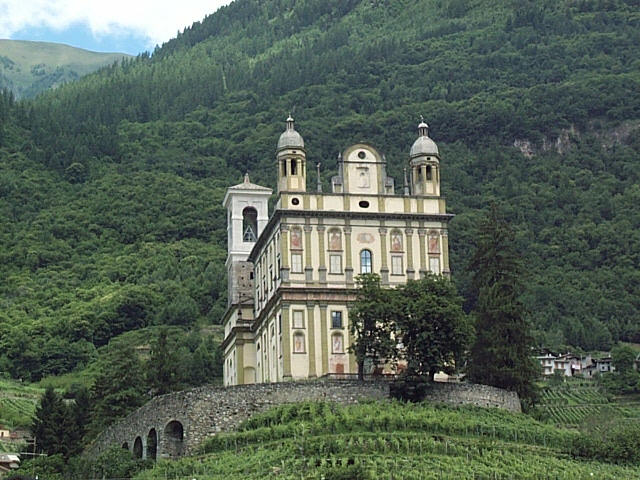
Santa Casa Lauretana a Tresivio

Tresivio (Tresif in dialetto valtellinese) è un comune italiano di 2 046 abitanti della provincia di Sondrio in Lombardia. Noto per la Santa Casa Lauretana, una traslazione di quella di Loreto.

## Origini del nome
Il nome di "Tresivio" deriva con tutta probabilità dal latino tres viae, tre vie, per via dell'originario centro del paese in cui si incontravano le tre vie principali, dal quale poi si è sviluppato il paese moderno.

## Storia

### Simboli
Lo stemma, il gonfalone e la bandiera del comune sono stati concessi con decreto del presidente della Repubblica del 10 ottobre 2013.
Il gonfalone è un drappo troncato di rosso e di bianco.
La bandiera è un drappo troncato di rosso e di bianco, caricato dallo stemma sopra descritto.

## Monumenti e luoghi d'interesse

### Architetture religiose
- Chiesa Parrocchiale di Santi Pietro e Paolo],[6] Piazza Santi Pietro e Paolo, Tresivio centro
- Chiesa di S. Giovanni, piazza Santi Pietro e Paolo, Tresivio centro
- Chiesa del Calvario, via Calvario, Tresivio Centro (posta sulla Rupe del Calvario)
- Chiesa di San Tomaso, contrada San Tomaso
- Chiesa di San Rocco, contrada di Piedo (attorno alla cui si sviluppa tutta la contrada, nel quale stretto dialetto è chiamata "Cè")
- Chiesa di S. Abbondio, contrada di Sant'Abbondio
- Chiesa di Sant'Antonio, contrada di Sant'Antonio
- Chiesa di Santo Stefano, località Santo Stefano
- Santa Casa Lauretana

Eretta in stile barocco a partire dal 1646, è la chiesa più grande, a livello di dimensioni, della Valtellina ed è dedicata alla natività di Maria che ricorre l'8 settembre.

## Società

### Evoluzione demografica
Abitanti censiti